# Campeonato Africano de Atletismo de 2012 - 200 m feminino
A prova dos 200 metros feminino do Campeonato Africano de Atletismo de 2012 foi disputada entre os dias 30 e 1 de julho de 2012 no Estádio Charles de Gaulle em Porto Novo,  no Benim. 

## Recordes
Antes desta competição, os recordes mundiais e do campeonato nesta prova eram os seguintes:
|                       | Nome                     | Nacionalidade  | Tempo  | Local   | Data                   |
| --------------------- | ------------------------ | -------------- | ------ | ------- | ---------------------- |
| Recorde mundial       | Florence Griffith Joyner | Estados Unidos | 21s 34 | Seul    | 29 de setembro de 1988 |
| Recorde do campeonato | Falilat Ogunkoya         | Nigéria        | 22s 22 | Dakar   | 22 de agosto de 1998   |
| Recorde africano      | Mary Onyali              | Nigéria        | 22s 07 | Zurique | 14 de agosto de 1996   |

## Medalhistas
| Ouro                | Prata               | Bronze                   |
| Gloria Asumnu (NGR) | Lawretta Ozoh (NGR) | Marie Josée Ta Lou (CIV) |

## Cronograma
Todos os horários são locais (UTC+1).
| Data        | Hora  | Evento    |
| ----------- | ----- | --------- |
| 30 de junho | 13:30 | Bateria   |
| 30 de junho | 15:00 | Semifinal |
| 1 de julho  | 15:55 | Final     |

## Resultados

### Bateria
Qualificação: 3 atletas de cada bateria (Q) mais os 6 melhores qualificados (q).
| Posição | Bateria | Raia | Atleta                       | Nacionalidade      | Tempo | Notas |
| ------- | ------- | ---- | ---------------------------- | ------------------ | ----- | ----- |
| 1       | 4       | 7    | Lawretta Ozoh                | Nigéria            | 23.44 | Q     |
| 2       | 6       | 6    | Tsholofelo Thipe             | África do Sul      | 23.45 | Q     |
| 3       | 6       | 8    | Gloria Asumnu                | Nigéria            | 23.51 | Q     |
| 4       | 3       | 3    | Marie Josée Ta Lou           | Costa do Marfim    | 23.70 | Q     |
| 5       | 2       | 2    | Phobay Kutu-Akoi             | Libéria            | 23.89 | Q     |
| 6       | 4       | 2    | Janet Amponsah               | Gana               | 23.90 | Q     |
| 7       | 1       | 2    | Tjipekapora Herunga          | Namíbia            | 23.98 | Q     |
| 8       | 5       | 3    | Lorène Bazolo                | República do Congo | 24.30 | Q     |
| 9       | 6       | 7    | Beatrice Gyaman              | Gana               | 24.33 | Q     |
| 10      | 3       | 4    | Angele Cooper                | Libéria            | 24.38 | Q     |
| 11      | 1       | 3    | Natacha Ngoye                | República do Congo | 24.53 | Q     |
| 12      | 4       | 5    | Ahamada Feta                 | Comores            | 24.56 | Q,    |
| 13      | 1       | 8    | Fanny Appès Ekanga           | Camarões           | 24.57 | Q     |
| 14      | 3       | 2    | Phumlile Ndzinisa            | Essuatíni          | 24.59 | Q     |
| 15      | 5       | 4    | Delphine Atangana            | Camarões           | 24.78 | Q     |
| 16      | 2       | 3    | Globine Mayova               | Namíbia            | 24.81 | Q     |
| 16      | 1       | 5    | Souliatou Saka               | Benim              | 24.81 | q     |
| 18      | 4       | 3    | Mireille Parfaite Gaha       | Costa do Marfim    | 24.83 | q     |
| 19      | 3       | 6    | Millicent Ndoro              | Quênia             | 24.84 | q     |
| 20      | 5       | 7    | Mary Jane Vincent            | Ilhas Maurícias    | 24.88 | Q     |
| 21      | 3       | 8    | Saruba Colley                | Gâmbia             | 25.04 | q     |
| 22      | 2       | 8    | Tegest Tamagnu               | Etiópia            | 25.30 | Q     |
| 23      | 1       | 7    | Adeline Gouenon              | Costa do Marfim    | 25.33 | q     |
| 24      | 2       | 6    | Hinikissia Albertine Ndikert | Chade              | 25.42 | q     |
| 25      | 3       | 5    | Lydie Besme Hawa             | Chade              | 25.51 |       |
| 26      | 4       | 8    | Prenam Pesse                 | Togo               | 25.54 |       |
| 27      | 4       | 6    | Benjamine Padonou            | Benim              | 25.67 |       |
| 27      | 6       | 2    | Fanny Shonobi                | Gâmbia             | 25.67 |       |
| 29      | 1       | 4    | Rebeca Ansoumana             | Serra Leoa         | 25.86 |       |
| 30      | 4       | 4    | Chauzje Choosha              | Zâmbia             | 26.09 |       |
| 31      | 5       | 5    | Abdusalam Halagezah          | Líbia              | 27.32 |       |
| 98      | 5       | 8    | Fetiya Kedir                 | Etiópia            | DSQ   |       |
| 99      | 1       | 6    | Racheal Nachula              | Zâmbia             | DNS   |       |
| 99      | 2       | 5    | Rahma Mohammed               | Eritreia           | DNS   |       |
| 99      | 2       | 7    | Ruddy Zang Milama            | Gabão              | DNS   |       |
| 99      | 2       | 4    | Justine Zongo                | Burquina Fasso     | DNS   |       |
| 99      | 3       | 7    | Christy Odul                 | Nigéria            | DNS   |       |
| 99      | 5       | 6    | Vida Anim                    | Gana               | DNS   |       |
| 99      | 5       | 2    | Alice Khan                   | Seicheles          | DNS   |       |
| 99      | 6       | 4    | Marie Gisele Eleme Asse      | Camarões           | DNS   |       |
| 99      | 6       | 5    | Ada Udaya                    | Libéria            | DNS   |       |
| 99      | 6       | 3    | Esfamaka Kargbo              | Serra Leoa         | DNS   |       |

### Semifinal
Qualificação: 2 atletas de cada bateria  (Q) mais os  2 melhores qualificados (q). 
| Posição | Bateria | Raia | Atleta                       | Nacionalidade      | Tempo | Notas |
| ------- | ------- | ---- | ---------------------------- | ------------------ | ----- | ----- |
| 1       | 1       | 5    | Gloria Asumnu                | Nigéria            | 22.94 | Q     |
| 2       | 1       | 4    | Tsholofelo Thipe             | África do Sul      | 23.21 | Q     |
| 2       | 3       | 6    | Marie Josée Ta Lou           | Costa do Marfim    | 23.26 | Q     |
| 4       | 3       | 4    | Janet Amponsah               | Gana               | 23.49 | Q     |
| 5       | 2       | 5    | Lawretta Ozoh                | Nigéria            | 23.53 | Q     |
| 6       | 1       | 6    | Tjipekapora Herunga          | Namíbia            | 23.59 | q     |
| 7       | 1       | 7    | Ahamada Feta                 | Comores            | 24.08 | q,    |
| 8       | 2       | 3    | Globine Mayova               | Namíbia            | 24.13 | Q     |
| 9       | 3       | 7    | Fanny Appès Ekanga           | Camarões           | 24.23 |       |
| 10      | 2       | 7    | Beatrice Gyaman              | Gana               | 24.35 |       |
| 11      | 2       | 4    | Lorène Bazolo                | República do Congo | 24.36 |       |
| 12      | 3       | 8    | Phumlile Ndzinisa            | Essuatíni          | 24.45 |       |
| 13      | 1       | 3    | Delphine Atangana            | Camarões           | 24.53 |       |
| 14      | 3       | 5    | Natacha Ngoye                | República do Congo | 24.59 |       |
| 15      | 1       | 8    | Mary Jane Vincent            | Ilhas Maurícias    | 24.68 |       |
| 16      | 1       | 1    | Mireille Parfaite Gaha       | Costa do Marfim    | 24.87 |       |
| 17      | 3       | 1    | Saruba Colley                | Gâmbia             | 24.90 |       |
| 18      | 2       | 2    | Souliatou Saka               | Benim              | 24.95 |       |
| 19      | 1       | 2    | Hinikissia Albertine Ndikert | Chade              | 25.15 |       |
| 20      | 2       | 8    | Tegest Tamagnu               | Etiópia            | 25.50 |       |
| 24      | 2       | 1    | Adeline Gouenon              | Costa do Marfim    | DNS   |       |
| 24      | 2       | 6    | Angele Cooper                | Libéria            | DNS   |       |
| 24      | 3       | 2    | Millicent Ndoro              | Quênia             | DNS   |       |
| 24      | 3       | 3    | Phobay Kutu-Akoi             | Libéria            | DNS   |       |

### Final
| Posição           | Raia | Atleta              | Nacionalidade   | Tempo | Notas |
| ----------------- | ---- | ------------------- | --------------- | ----- | ----- |
| Medalha de ouro   | 5    | Gloria Asumnu       | Nigéria         | 22.93 |       |
| Medalha de prata  | 3    | Lawretta Ozoh       | Nigéria         | 22.93 |       |
| Medalha de bronze | 6    | Marie Josée Ta Lou  | Costa do Marfim | 23.44 |       |
| 4                 | 4    | Tsholofelo Thipe    | África do Sul   | 23.66 |       |
| 5                 | 8    | Janet Amponsah      | Gana            | 23.68 |       |
| 6                 | 2    | Tjipekapora Herunga | Namíbia         | 23.92 |       |
| 7                 | 7    | Globine Mayova      | Namíbia         | 24.30 |       |
| 8                 | 1    | Ahamada Feta        | Comores         | 24.61 |       |

Legenda
| Recorde mundial       | Recorde mundial (World record)               |                       | Recorde africano                      | Recorde africano (African) |                                           | Q | Classificado por posição (Qualified) |
| Recorde do campeonato | Recorde do campeonato (Championship record)  | Recorde da América    | Recorde da América (Americas)         | q                          | Classificado por melhor tempo (Qualified) |   |                                      |
| Melhor marca do ano   | Melhor marca do ano (World leading)          | Recorde asiático      | Recorde asiático (Asian)              | DNS                        | Não largou (Did not start)                |   |                                      |
| Recorde nacional      | Recorde nacional (National record)           | Recorde europeu       | Recorde europeu (European)            | DNF                        | Não terminou (Did not finish)             |   |                                      |
| Recorde pessoal       | Recorde pessoal do atleta (Personal best)    | Recorde da Oceania    | Recorde da Oceania (Oceania)          | DSQ / DQ                   | Desclassificado (Disqualified)            |   |                                      |
| Recorde da temporada  | Recorde da temporada do atleta (Season best) | Recorde sul-americano | Recorde sul-americano (South America) | NM                         | Sem marca (No mark)                       |   |                                      |